# Atharid
Atharid (* im 4. Jahrhundert n. Chr.) war ein gotischer militärischer Anführer unter dem terwingischen Herrscher Athanarich. Er war der Sohn von Athanarich’s Unterkönig Rothesteus. Atharid spielte eine führende Rolle bei der Ermordung des Hl. Sabas im Jahr 372.